# Кнудсен, Кнуд Леонард
Кнуд Леонард Кнудсен (норв. Knud Leonard Knudsen; 6 сентября 1879, Олесунн, Мёре-ог-Ромсдал — 28 апреля 1954, Берген) — норвежский гимнаст, чемпион летних Олимпийских игр 1912 года в командном первенстве по произвольной системе.